# Pont de Finke
Le pont de Finke (en finnois : Finkensilta) est un pont des quartiers de Sörnäinen et Mustikkamaa–Korkeasaari dans l'ouest d'Helsinki en Finlande.

## Description
Le pont de Finke reliera Nihti à Korkeasaari et il devrait être achevé en 2025.
Le pont de Finke est un pont de tramway et de circulation douce en construction.
Le pont fait partie du projet Kruunusillat avec Merihaansilta et Kruunuvuorensilta.
Le trafic du tramway devrait commencer en 2027, mais jusqu'à présent, il n'est pas certain qu'il puisse être ouvert plus tôt à la circulation douce.
Le pont de Finke mesurera 293 mètres de long et 18 mètres de large.
Leses voies de circulation légère dans les étages intermédiaires du pont sont à 9,7 mètres d'altitude à leur point le plus haut, et la hauteur sous le pont est de 6,9 mètres.
Il s'agit d'un pont à poutres continues en béton précontraint avec six piliers intermédiaires.
Le pont sera doté de deux voies de tramway, de deux trottoirs et d'une piste cyclable à double sens.
Aucune circulation motorisée ne sera autorisée sur le pont, sauf pour les véhicules d'urgence qui pourront l'utiliser pour des missions de sauvetage.

## Étymologie
Le pont de Finke porte le nom de Finke, le premier ours polaire du zoo de Korkeasaari.

## Galerie

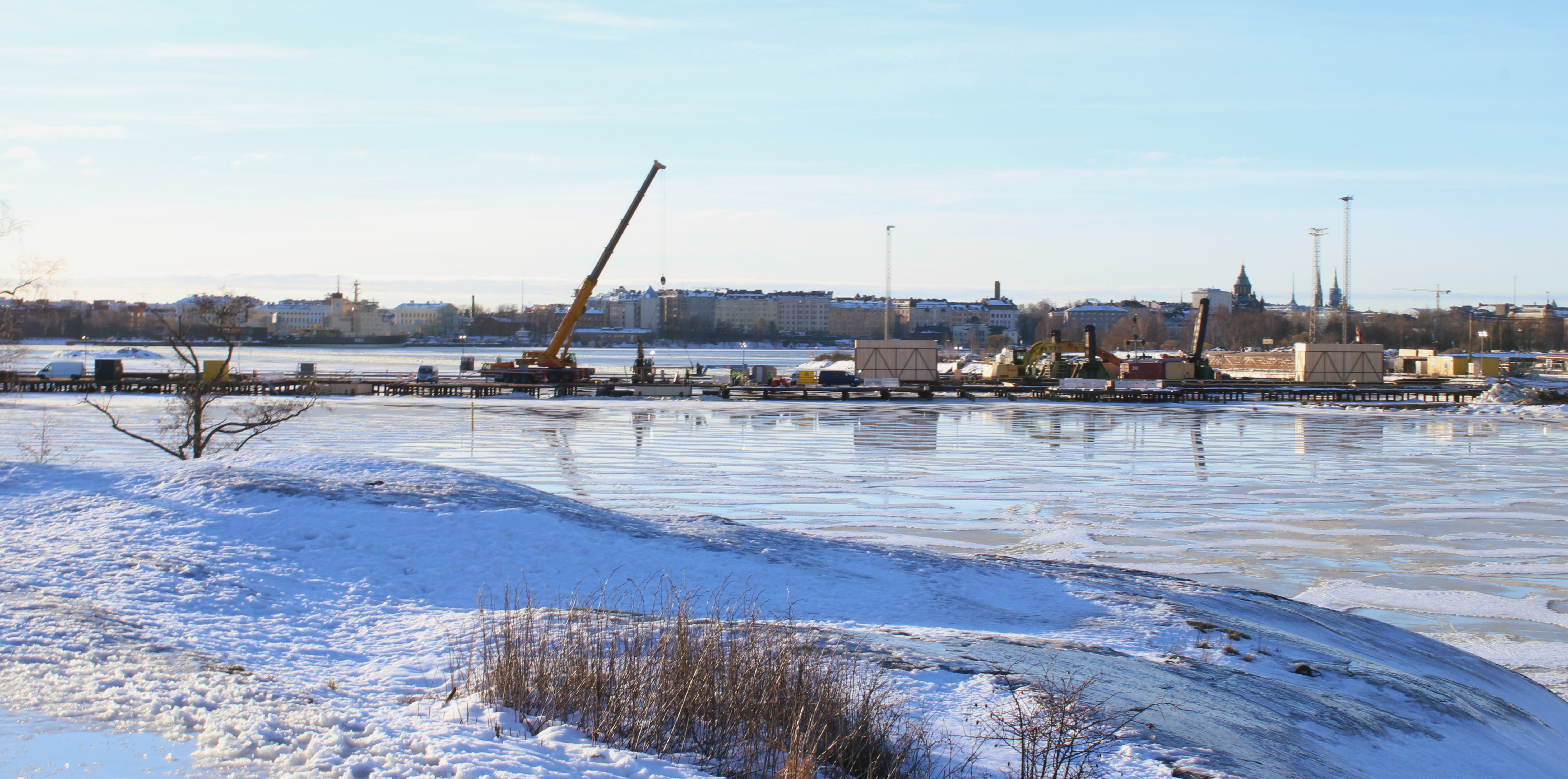
Le pont en janvier 2022.
Constructions à Sompasaari et construction du Finkensilta à Korkeasaari vues depuis Mustikamaa .
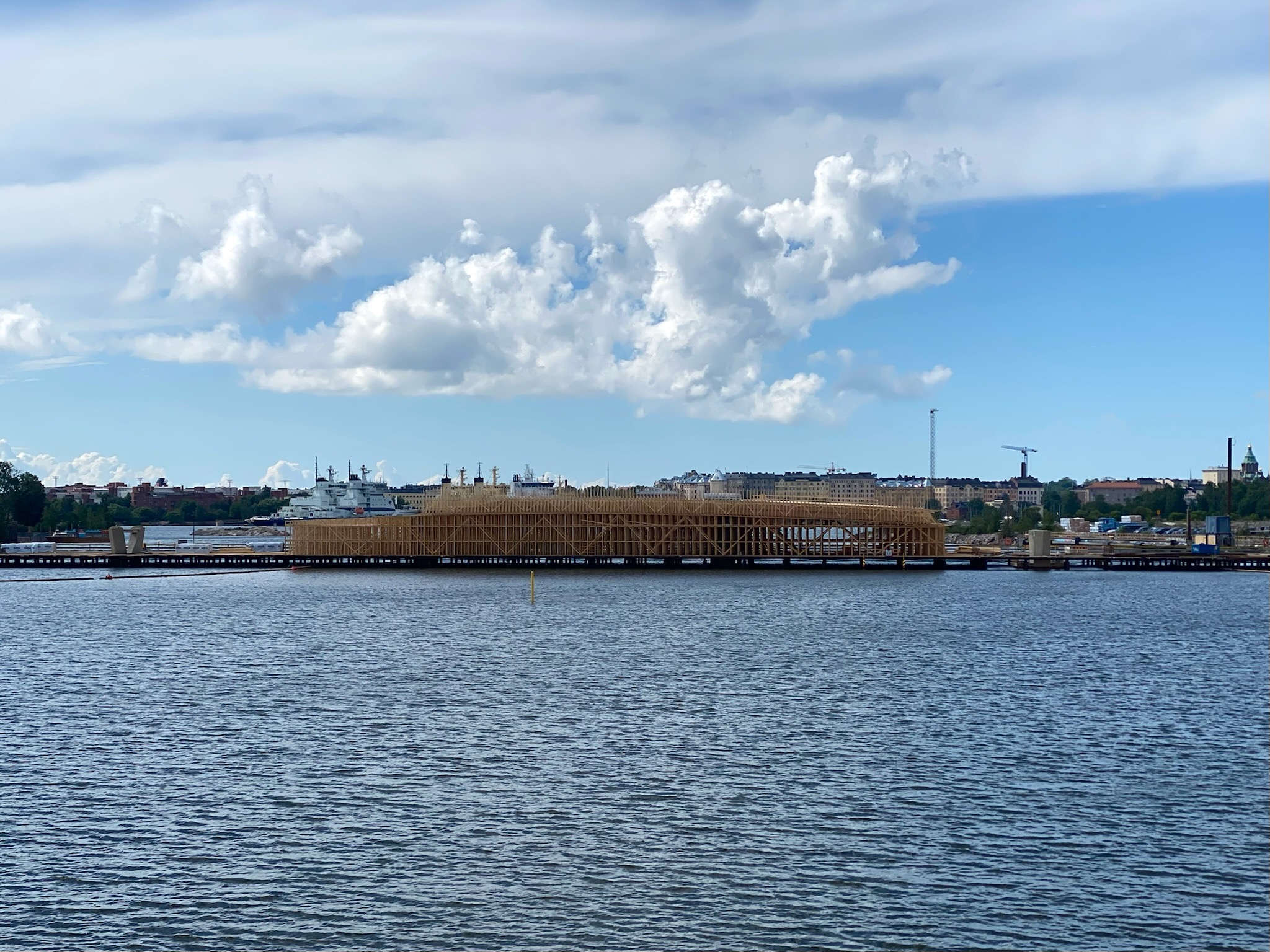
Le pont Finken en construction en juillet 2022.